# Ртуть (персонаж)
Ртуть (англ. Quicksilver, читається Квіксільвер), справжнє ім'я П'єтро Максимов (англ. Pietro Maximoff) — супергерой з коміксів американського видавництва Marvel Comics і їх адаптацій, створений письменником Стеном Лі та художником-співавтором Джеком Кірбі; перша його поява відбулася в коміксі The X-Men #4 у березні 1964 року.
Ртуть володіє надприродною здатністю пересуватися з позамежними швидкостями; до недавнього часу він в межах основного всесвіту Marvel зображувався людиною-мутантом, наділеним надприродними здібностями. Вельми часто персонаж з'являється в зв'язку з Людьми Ікс, будучи вперше представлений як їх противник; в більш пізніх публікаціях він сам стає супергероєм. Ртуть — брат-близнюк Багряної відьми, брат Поляріс; крім цього, він в ряді альтернативних реальностей і до недавнього часу в основний всесвіту представлявся сином Магнето.
Дебютувавши в Срібному столітті коміксів, Ртуть виступав протягом більш ніж п'яти десятиліть публікацій, отримавши власну сольну серію і регулярно з'являючись в складі Месників. Також різні версії персонажа з'являлися в кіно, телевізійних і відеоігрових адаптаціях; в фільмах, створених Marvel Studios, роль Ртуть зіграв актор Аарон Тейлор-Джонсон; в кіносеріалі «Люди Ікс» цю ж роль грає актор Еван Пітерс.